# Gornji Sređani
Gornji Sređani is een plaats in de gemeente Dežanovac in de Kroatische provincie Bjelovar-Bilogora. De plaats telt 295 inwoners (2001).